# Montmaur-en-Diois
Montmaur-en-Diois – miejscowość i gmina we Francji, w regionie Owernia-Rodan-Alpy, w departamencie Drôme.
Według danych na rok 1990 gminę zamieszkiwało 79 osób, a gęstość zaludnienia wynosiła 6 osób/km² (wśród 2880 gmin regionu Rodan-Alpy Montmaur-en-Diois plasuje się na 1541. miejscu pod względem liczby ludności, natomiast pod względem powierzchni na miejscu 896.).

## Galeria

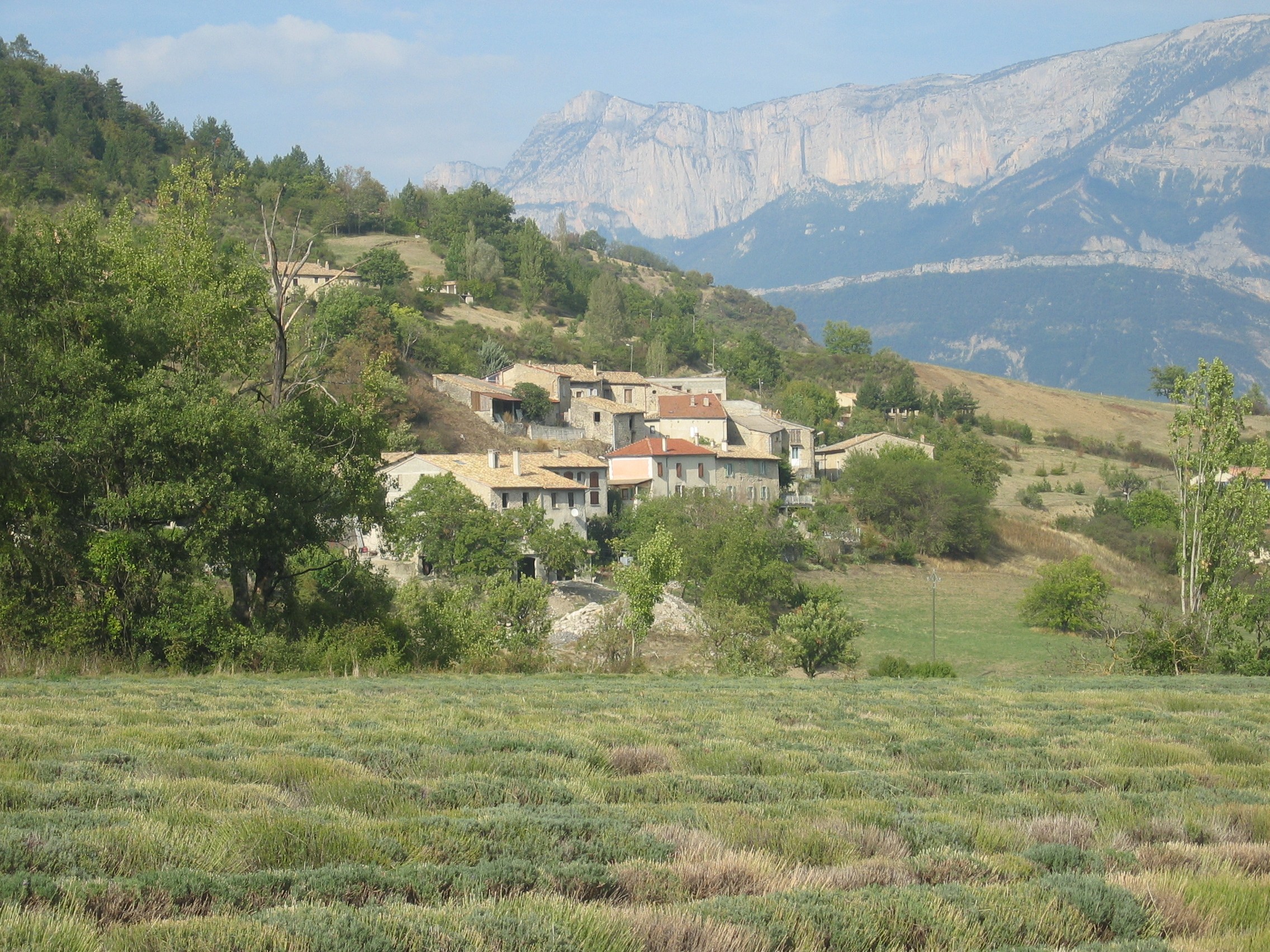
Les Bâties, 2003
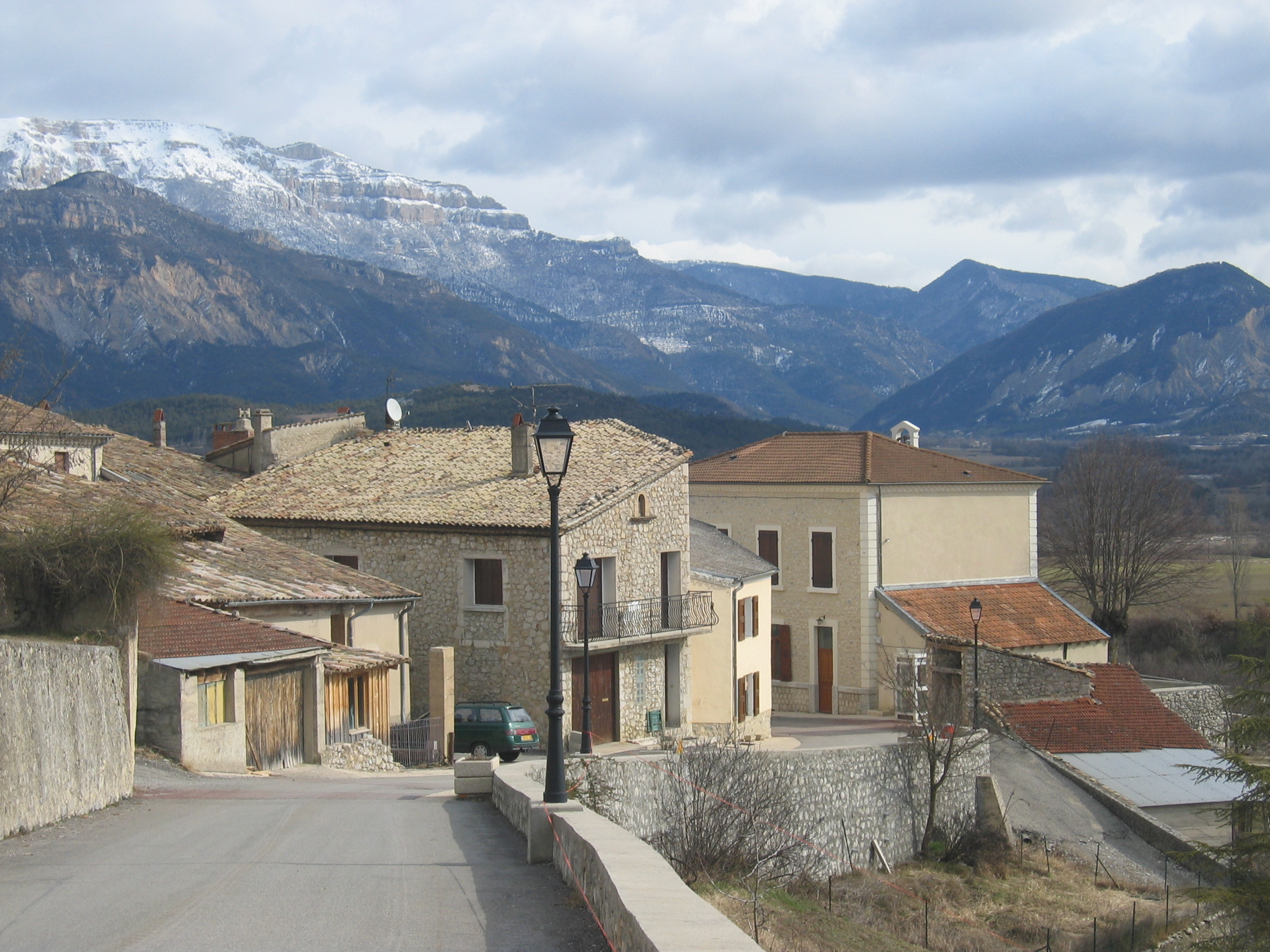
Les Nals, 2005
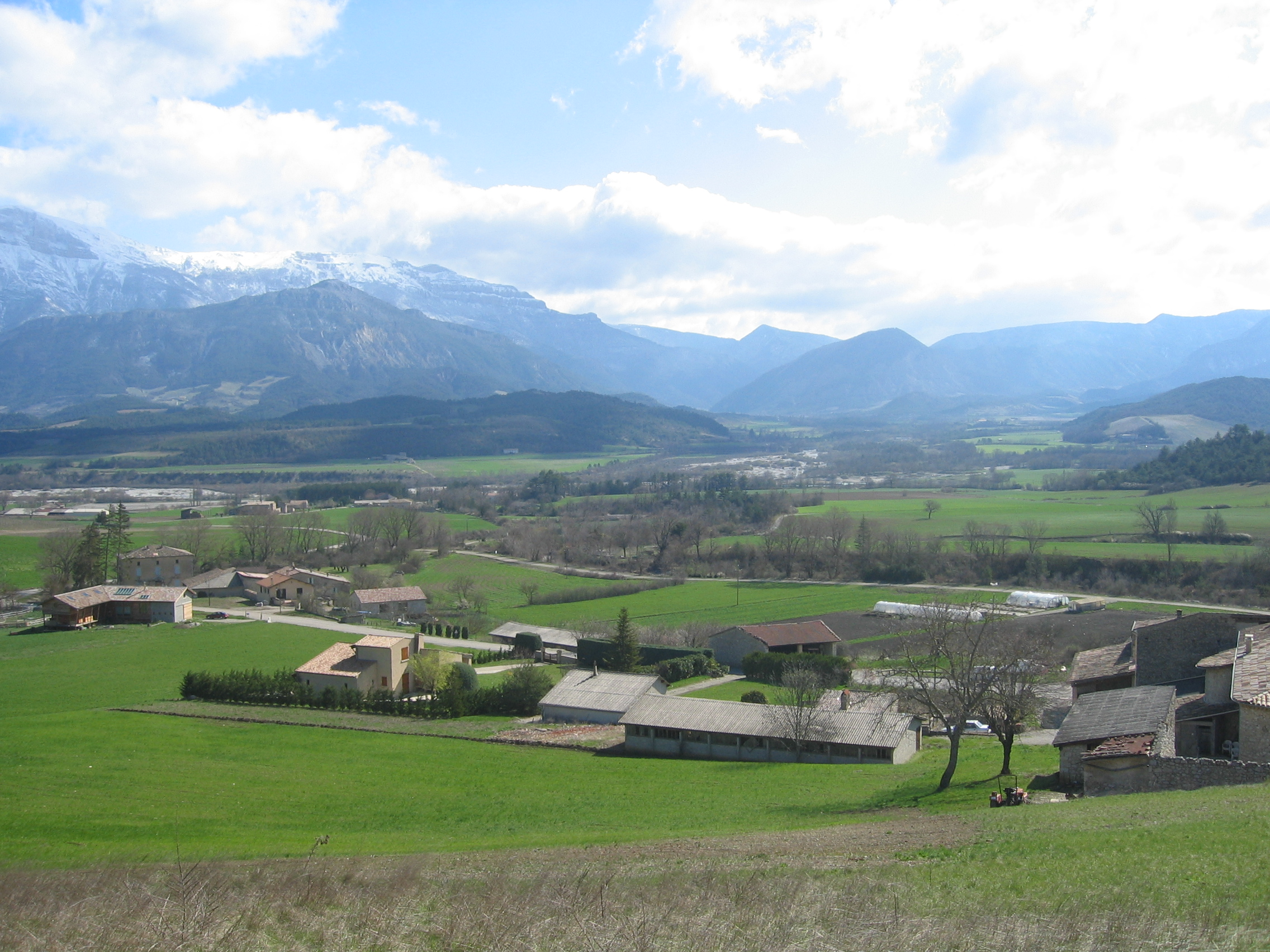
Les Gentons, 2007